# Amanda Palmer
Amanda MacKinnon Palmer (ur. 30 kwietnia 1976 w Lexington k. Bostonu w stanie Massachusetts) – amerykańska wokalistka, kompozytorka i pianistka. Palmer znana jest z występów jako kobieca połowa duetu muzycznego („kabaretu punkowego”) The Dresden Dolls, w ramach którego nagrała cztery albumy.
W 2008 ukazał się debiutancki album wokalistki pt. Who Killed Amanda Palmer z udziałem m.in. innej niekonwencjonalnej amerykańskiej wokalistki, muzyka i kompozytorki Annie Clark (działającej i nagrywającej pod pseudonimem St. Vincent). W 2010 Amanda wydała album z coverami utworów zespołu Radiohead zatytułowany Amanda Palmer performs the popular hits of Radiohead on her magical ukulele, dostępny jedynie przez Internet.
W 2011 roku wyszła za mąż za brytyjskiego pisarza Neila Gaimana, z którym ma syna Anthony’ego.

## Dyskografia
- Amanda Palmer – High School Demotape (demo, 1997, wydanie własne)
- Amanda Palmer – 5 song Demotape (demo, 1998, wydanie własne)
- The Dresden Dolls – The Dresden Dolls (2002, wydanie własne)
- The Dresden Dolls – A Is for Accident (2003, Important Records)
- The Dresden Dolls – The Dresden Dolls (2003, 8ft., Roadrunner Records)
- The Dresden Dolls – Yes, Virginia... (2006, Roadrunner Records)
- Evelyn Evelyn – Elephant Elephant (2007, Eleven Records)
- Amanda Palmer – Who Killed Amanda Palmer (2008, Roadrunner Records)
- The Dresden Dolls – No, Virginia... (2008, Roadrunner Records)
- Amanda Palmer – Amanda Palmer Performs the Popular Hits of Radiohead on Her Magical Ukulele (2010, 8ft. Records)
- Evelyn Evelyn – Evelyn Evelyn (2010, Eleven Records)
- Amanda Palmer – Amanda Palmer Goes Down Under (2011, Liberator Music)

## Twórczość
- Dresden Dolls Companion, Amanda Palmer, Eight foot music publishing, 2006, ISBN 1-57560-888-X, ISBN 978-1-57560-888-4

## Nagrody i wyróżnienia
- 2007 – Spinner.com's – szóste miejsce w plebiscycie "Women Who Rock Right Now"[6]
- 2006 – Boston Globe – "most stylish woman in Boston"[7]
- 2006 – Blender Magazine's w kategorii "hottest women of rock"[8]
- 2005 – WFNX/Boston Phoenix Best Music Poll – "Best Female Vocalist"[9]